# André Schünke
André Schünke (* 15. Februar 1980 in Lübeck) ist ein deutscher Journalist, Nachrichtensprecher und Moderator.

## Leben und Wirken
Schünke wuchs in Lübeck auf und legte das Abitur am Johanneum ab. Erste journalistische Erfahrungen sammelte er als freier Reporter bei den Lübecker Nachrichten und dem Wochenspiegel. Er studierte Politikwissenschaften an der Universität Hamburg und der Fernuniversität in Hagen. Nach einem Volontariat beim Privatsender delta radio in Kiel arbeitet er seit 2001 als Nachrichtensprecher bei NDR 2. Außerdem moderiert er Sondersendungen im Radio. Seit 2017 ist Schünke als Moderator bei tagesschau24 aktiv und spricht zudem einzelne Ausgaben der regulären Tagesschau im Ersten. Bis zur Einstellung Ende 2022 moderierte er drei Jahre lang das Nachtmagazin im Ersten. Seit September 2021 ist er auch bei NDR Info zu sehen. Am 25. November 2021 sprach er aushilfsweise die Hauptausgabe der Tagesschau. Außerdem spricht er die Nebenfigur Bernhard in der NDR-2-Comedy Wir sind die Freeses.

## Privates
Schünke lebt in Hamburg-Eimsbüttel.